# Museum Wasseramt
Das Museum Wasseramt ist ein kulturgeschichtliches Museum im Bezirk Wasseramt des schweizerischen Kantons Solothurn. Das von einer öffentlich-rechtlichen Stiftung geführte Museum befindet sich in der Gemeinde Halten nahe der A1-Autobahnausfahrt von Kriegstetten.

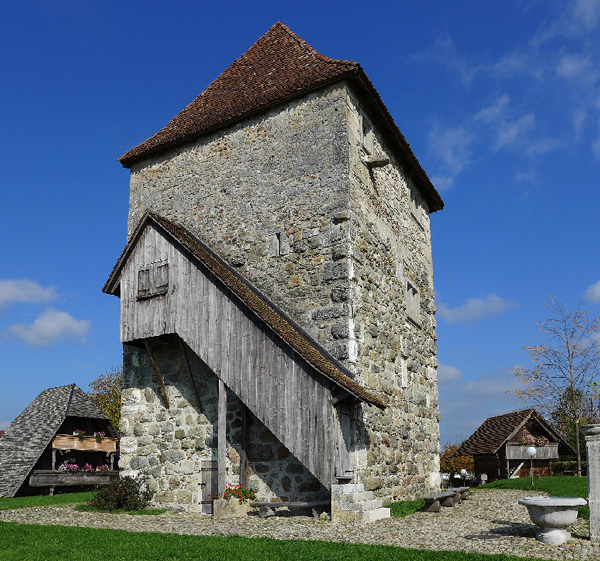
Turm von Halten, Mittelpunkt des Museums Wasseramt.

## Geschichte

### Standort
Die ursprünglich von einem Graben umgebene Burgstelle liegt auf einem Hügel über der Schwemmebene der Emme. Die Anhöhe entstand in der letzten Eiszeit als Endmoräne des Rhonegletschers.

### Geschichte der Burg von Halten
Die Burg von Halten bildete im Mittelalter das Zentrum einer kleinen Adelsherrschaft im schweizerischen Territorium der Herzöge von Zähringen. Nach dem Ende dieser Dynastie im Jahr 1218 lag die untere Emmeregion im Landgericht Murgeten der Landgrafschaft Burgund, die im 13. Jahrhundert von den Grafen von Buchegg und im 14. Jahrhundert von den Grafen von Neu-Kyburg verwaltet wurde.
Die mittelalterliche Turmburg entstand gemäss der neuen Bauforschung um 1200. Aus der gleichen Zeit stammt die erste Schriftquelle, die indirekt den Namen der Burg überliefert, eine Urkunde des Klosters St. Urban aus dem Jahr 1201 im Staatsarchiv Luzern. Darin ist Notker von Halten unter den Ministerialen des Herzogs Berchtold V. von Zähringen aufgeführt. Die Ritter von Halten blieben bis um die Mitte des 14. Jahrhunderts im Besitz der Burg, die in der illustrierten Berner Chronik von Benedikt Tschachtlan abgebildet ist, und zwar beim Bericht über den Gümmenenkrieg im Jahr 1332, als die Truppen der Städte Bern und Solothurn die kiburgische Burg Halten eroberten. Ähnliche Zeichnungen dieser Festung enthalten nach Tschachtlans Vorlage auch die wenige Jahre später entstandenen Bände der Amtlichen Berner Chronik und der Spiezer Chronik von Diebold Schilling.
Seit dem 14. Jahrhundert gehörte die Burg den Freiherren von Spiegelberg. Gemäss dem Testament des Imer von Spiegelberg kam die Herrschaft Kriegstetten im Jahr 1451 an die Stadt Solothurn, die im Jahr 1466 auch den Turm selbst erwerben und damit den Kern der Vogtei Kriegstetten bilden konnte.
Bis zum Ende des 18. Jahrhunderts unterhielt die Stadt im Turm ein kleines Untersuchungsgefängnis. Im 16. Jahrhundert errichtete sie nach dem gleichen Baukonzept den neuen Gefängnisturm von Buchegg im Bezirk Bucheggberg. Während der Helvetik verkaufte der Staat die Parzelle im Jahr 1801 an Kaspar Glutz (1758–1836) von Derendingen, der sie bald danach an Jakob Schnider (1744–1815) von Halten abtrat.

### Geschichte des Museums
Seit dem 16. Juni 1962 steht das als Geschichtsdenkmal von regionaler Bedeutung geschützte Burgareal unter der Obhut der «Stiftung Museum Wasseramt. Turm in Halten». Mit Unterstützung der kantonalen Denkmalpflege und der Eidgenössischen Kommission für Denkmalpflege stellte die Stiftung den Turm in Stand. Die Eröffnungsfeier des Museums fand am 25. und 26. Juni 1966 statt. Um 1970 liess die Denkmalpflege mehrere historische Speicher und ein altes Ofenhaus aus verschiedenen Gemeinden des Kantons Solothurn zum Burgturm überführen. So entstand ein kleines Freilichtmuseum, das in den Gebäuden seither in einem besonderen Erlebnisraum verschiedene Fachausstellungen präsentiert.

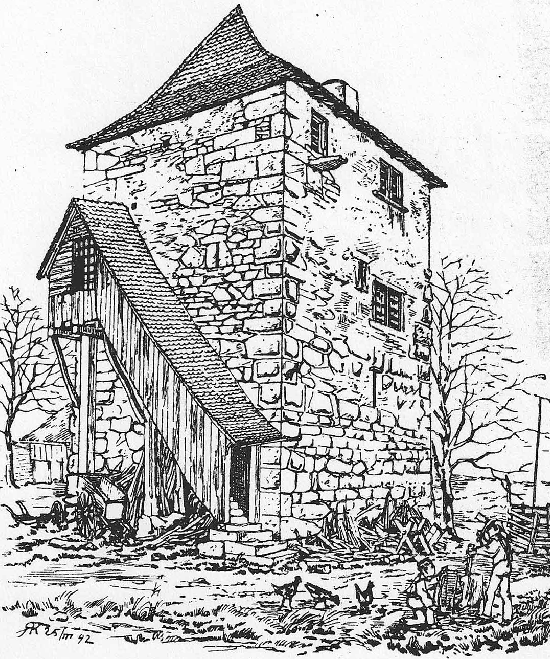
Zustand des Burgturms um 1892, Zeichnung des Architekturhistorikers Johann Rudolf Rahn
Der Turm auf dem Burghügel, von Johann Friedrich Wagner (1801–1850), um 1840. Zentralbibliothek Solothurn, Grafiksammlung
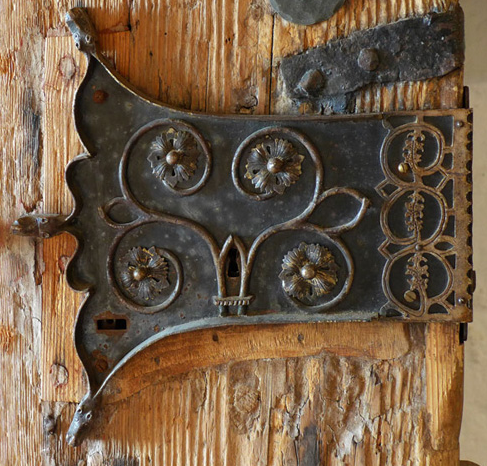
Türschloss am Burgturm, 16. Jahrhundert

## Architektur

### Das Mauerwerk des Burgturms als Geschichtsquelle
Die Mauern des Turms von Halten stammen aus der Bauzeit im Hochmittelalter und von einem Umbau im 16. Jahrhundert. Eine Untersuchung der Geologen Hugo Ledermann und Roland Bollin bestätigte, dass der ursprüngliche Burgturm vor allem aus Bruchstücken von Findlingen des Rhonegletschers und grossen Bossenquadern aus Kalkstein von den Steinbrüchen bei Solothurn besteht. Die Kalksteinquader gleichen den damals auch in den Befestigungsanlagen der Stadt Solothurn verbauten Werkstücken. Die Bauweise mit Gletscherfindlingen ist hier besonders früh nachgewiesen, so wie zum Beispiel auch bei den Fundamenten der grossen Zähringer Festung in Burgdorf.
Das vom Gletscher verfrachtete alpine Steinmaterial in den Mauern des Haltner Turms entspricht den bereits von Albert Heim festgestellten Walliser Leitgesteinen des Rhonegletschers. Zum Vergleich hat das Museum um 2000 Steinblöcke, die beim Bau der Autobahn A5 in den eiszeitlichen Seitenmoränen südlich von Solothurn zum Vorschein kamen, mit Hilfe des kantonalen Büros für Nationalstrassen und der Kantonsgeologie Solothurn beim Burgturm in einem Findlingsgarten aufgestellt.
Nach einem Brand des Wohnturms im frühen 16. Jahrhundert liess die Stadt Solothurn die Ruine im Jahr 1543 durch die Baumeister Peter zur Kilchen und Hans zur Kilchen reparieren und ausbauen. Für neue Mauerteile verwendeten sie Tuffsteinquader aus den Steingruben von Leuzigen.

### Holzgebäude
Die übrigen Museumsgebäude repräsentieren die historische Holzbautradition der ländlichen Architektur im bernischen und solothurnischen Mittelland. Die Baugruppe umfasst verschiedene seit dem Ancien Regime in der Region typische Konstruktionsarten. Die Speicher sind aus Hälblingen, in Ständerbauweise und aus Bohlenbrettern gebaut.
Verzeichnis der Nebengebäude des Museums:
- Speicher, Herkunft: Bellach, 17./18. Jahrhundert
- Speicher, Herkunft: Derendingen, undatiert
- Speicher, Herkunft: Etziken, 18. Jahrhundert
- Speicher, Herkunft: Gretzenbach, Baudatum 1792
- Speicher, Herkunft: Subingen, Baudatum 1679
- Ofenhaus, Herkunft: Lüterkofen, undatiert

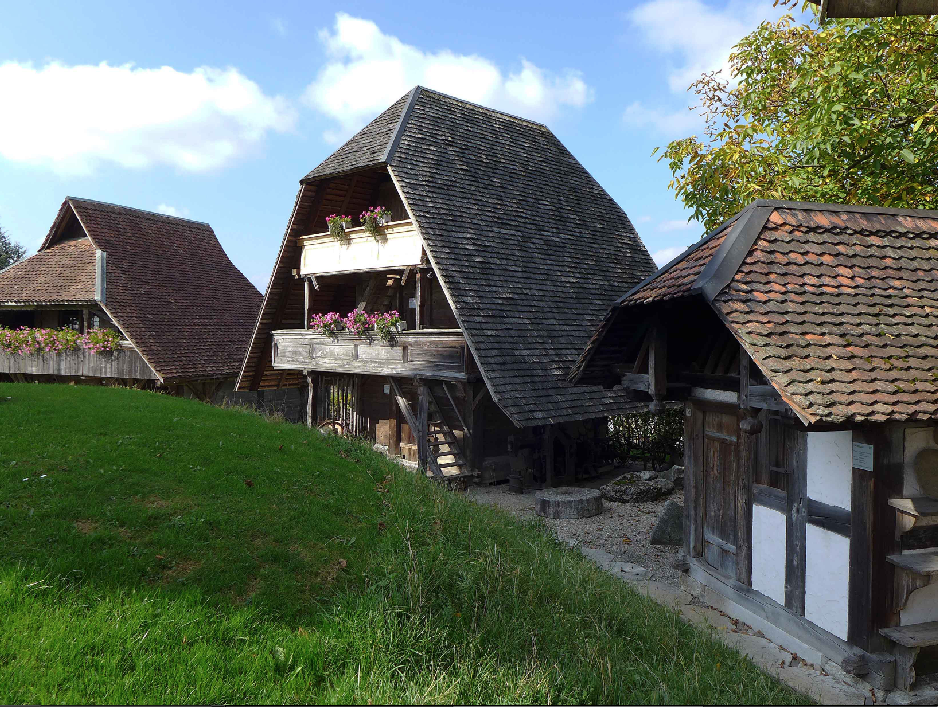
Zwei Speicher und ein Ofenhaus
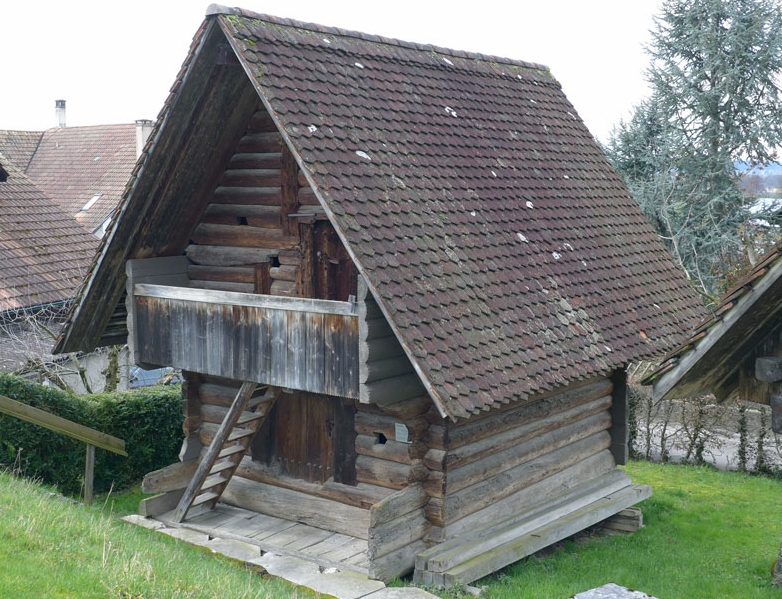
Speicher von Derendingen
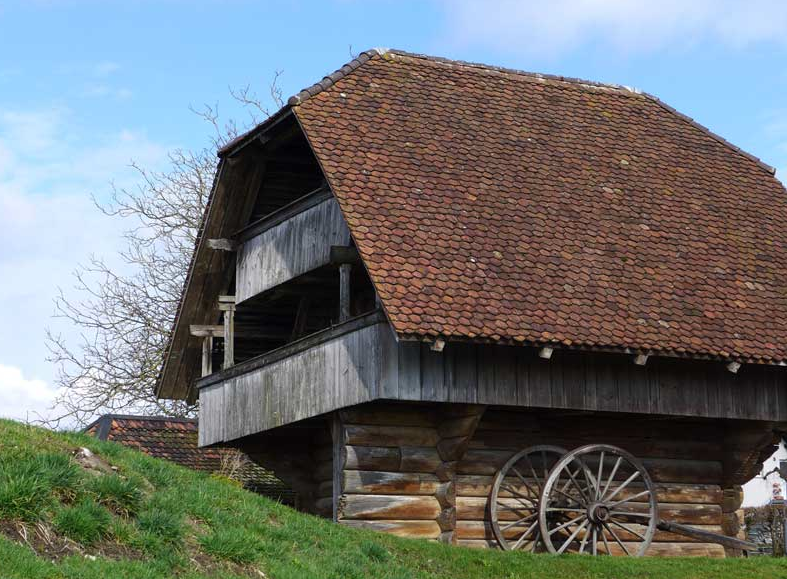
Speicher von Subingen

## Sammlung

### Themenbereiche
Das Museum Wasseramt besitzt volkskundliche, technische, agrargeschichtliche und gewerbegeschichtliche Gegenstände, die zum grossen Teil aus dem Bezirk Wasseramt stammen. Mobiliar und Arbeitsgerät aus verschiedenen Lebensbereichen und das Werkzeug und Hilfsmittel von Fachhandwerkern sind als didaktische Objekte in den Ausstellungen des Museums zu sehen.
Bemerkenswert ist zum Beispiel das Sortiment von Objekten aus Keramik mit Hafnerartikeln aus drei Jahrhunderten und Bodenfunden von einer Ausgrabung auf der Burgstelle. Einige Töpferwaren stammen von bekannten Produktionsorten in der Schweiz (Aedermannsdorf, Langnau, Heimberg), von andern ist die Herkunft bisher nicht bestimmt. Der Bestand anonymen, einfachen Haushaltsgeschirrs aus dem 18. und 19. Jahrhundert hat gemäss einer Untersuchung der Stiftung Ceramica Seltenheitswert. Von den andern Bereichen der Keramikgeschichte ist die Ofenkeramik gut vertreten. Archäologische Funde der Burg von Halten zeigen, dass im Turm seit dem 13. Jahrhundert Kachelöfen standen. Aus dem frühen 19. Jahrhundert besitzt das Museum einen reich bemalten Stubenofen, den der Hafner Johann Jakob Grütter (1787–1864) aus Seeberg im Kanton Bern für ein Haus in Oekingen, dem Nachbarort von Halten, herstellte, sowie Fayencekacheln des Hafners Johann Jakob Andres (1770–1839) mit Malereien des damals in der ganzen Deutschschweiz tätigen Keramikmalers Johann Heinrich Egli (1776–1852). Mittlerweile sind einzelne Keramikobjekte des Museums auch online in der Bilddatenbank CERAMICA CH recherchierbar.

### Beispiele aus der Sammlung

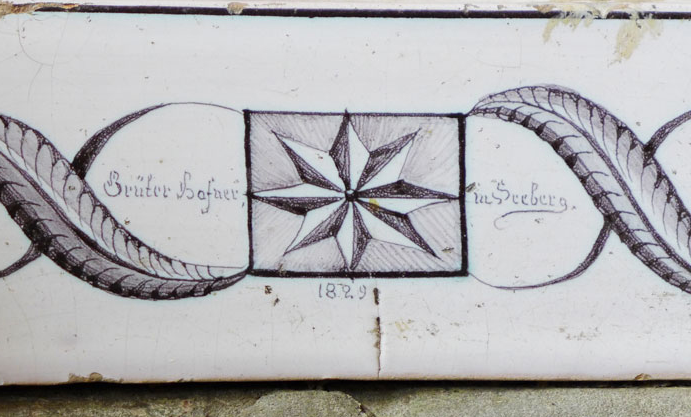
Ofenkachel von Johann Jakob Grütter mit Malerei von Johann Heinrich Egli, datiert 1829
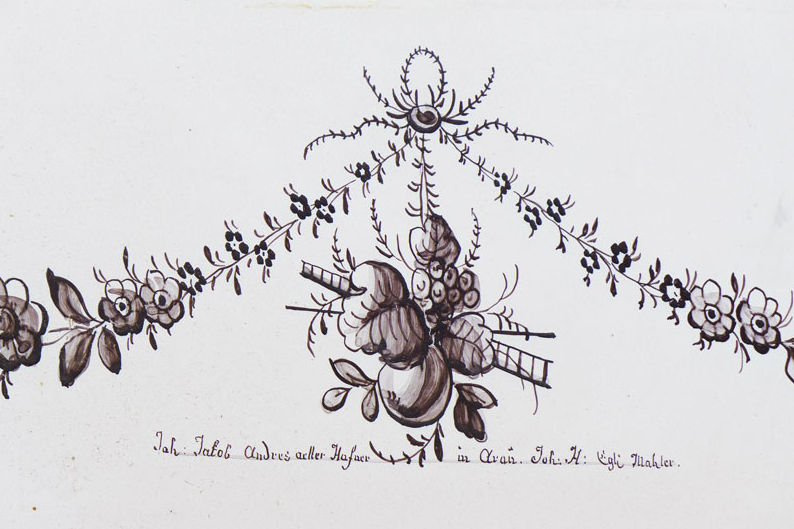
Ofenkachel von Johann Jakob Andres mit Malerei von Johann Heinrich Egli
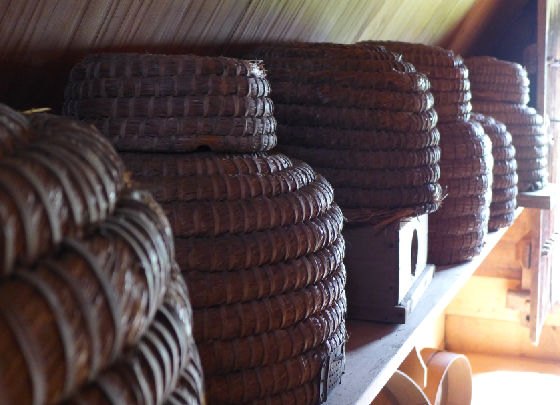
Bienenkörbe
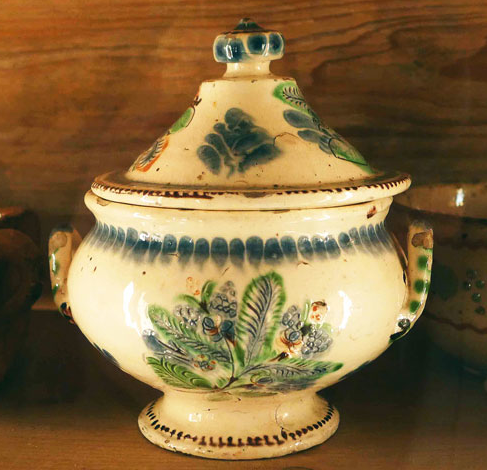
Zuckerdose aus Heimberg

## Ausstellungen

### Die Burg
Im ehemaligen Burgturm ist die Geschichte des Monuments dargestellt. Nach den Befunden der jüngeren Bauforschung und mit Objekten der Kantonsarchäologie Solothurn und des Museums Altes Zeughaus in Solothurn wird die mittelalterliche Lebensweise auf einer kleinen Burg angedeutet. Die Ausstellung informiert über Personen aus der Ritterfamilie von Halten, die in der kyburgischen Landesverwaltung zum Beispiel gelegentlich die Funktion des Schultheissen der Stadt Thun und in der Nachbarschaft jene der Vorsteherin des Klosters Fraubrunnen innehatten, und über die Entstehung des solothurnischen Bezirks Kriegstetten aus der Herrschaft Halten.

### Technikgeschichte
Zur Hauptsache bearbeitet das Museum Wasseramt Bereiche der Technik- und der Handwerksgeschichte. Damit illustriert es Aspekte der älteren Wirtschaftsgeschichte der Region Solothurn, unter anderem auch die Geschichte der Masssysteme und die Arbeit mit verschiedenen Werkstoffen in den traditionellen Produktionsverfahren. Dass in Architektur und Alltagskultur der Werkstoff Holz allgegenwärtig war, zeigt gerade auch das Architekturmodell des mittelalterlichen Burgturms von Halten. In der Sammlung des Museums sind kunstfertig aus Holz geschaffene Baufragmente von Bauernhäusern und zahlreiche Gegenstände und Werkzeuge der Holzbearbeitung vorhanden. Geräte, Maschinen und anderes Material dokumentieren im Freilichtmuseum besonders anschaulich die Agrargeschichte, die im Kanton Solothurn sonst fast nur noch durch die Objektsammlung der kantonalen Landwirtschaftsschule Wallierhof fassbar ist.

### Sonderausstellungen
Das Museum Wasseramt realisiert regelmässig Spezialausstellungen.